# 4454 Kumiko
4454 Kumiko је астероид главног астероидног појаса чија средња удаљеност од Сунца износи 3,191 астрономских јединица (АЈ).
Апсолутна магнитуда астероида је 12,6.